# Musica araba

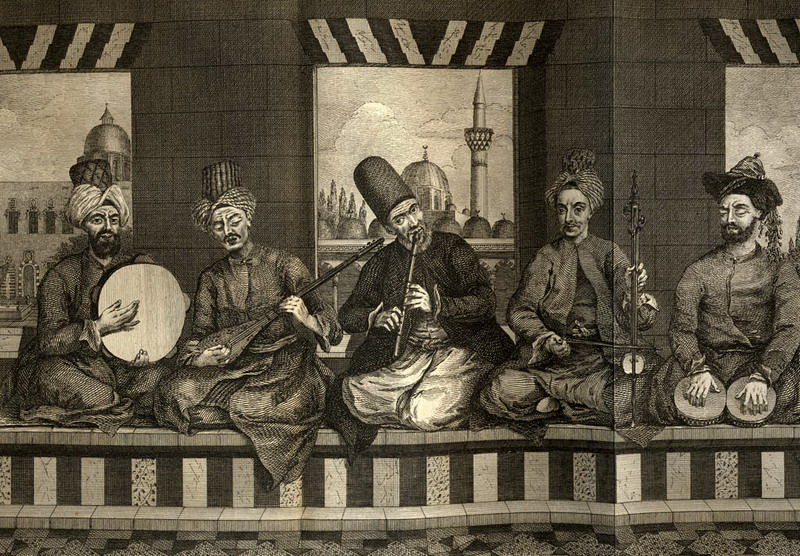
Musicisti di Aleppo, XVIII secolo

La musica araba (in arabo الموسيقى العربية‎?, al-mūsīqā al-ʿarabiyyah) è la musica del mondo arabo con tutti i suoi diversi stili e generi musicali. I paesi arabi hanno molti stili musicali e anche molti dialetti; ogni paese ha la sua musica tradizionale.
La musica araba ha una lunga storia di interazione con molti altri stili e generi musicali regionali. Rappresenta la musica di tutti i popoli che compongono il mondo arabo oggi, tutti i 22 Stati.

## Storia

### Periodo pre-islamico (penisola arabica)
La musica pre-islamica della Penisola arabica era simile a quella della musica vicino-orientale antica. La maggior parte degli storici concorda sul fatto che esistessero forme distinte di musica nella penisola arabica nel periodo pre-islamico tra il V e il VII secolo d.C. I poeti arabi di quel tempo usavano recitare poesie con toni alti.
Si credeva che i Jinn rivelassero poesie ai poeti e la musica ai musicisti. Il coro all'epoca serviva da struttura pedagogica in cui i poeti istruiti recitavano le loro poesie. Il canto non era pensato per essere il lavoro di questi intellettuali e fu invece affidato a donne con belle voci che avrebbero imparato a suonare alcuni strumenti usati in quel momento come il tamburi, la chitarra o il rebab ed eseguire le canzoni rispettando il metro poetico. Le composizioni erano semplici e ogni cantante cantava in un singolo maqam. Tra le canzoni più importanti del periodo c'erano l'huda (da cui derivò la ghina), il nasb, il sanad e il rukbani.

### Primo periodo islamico

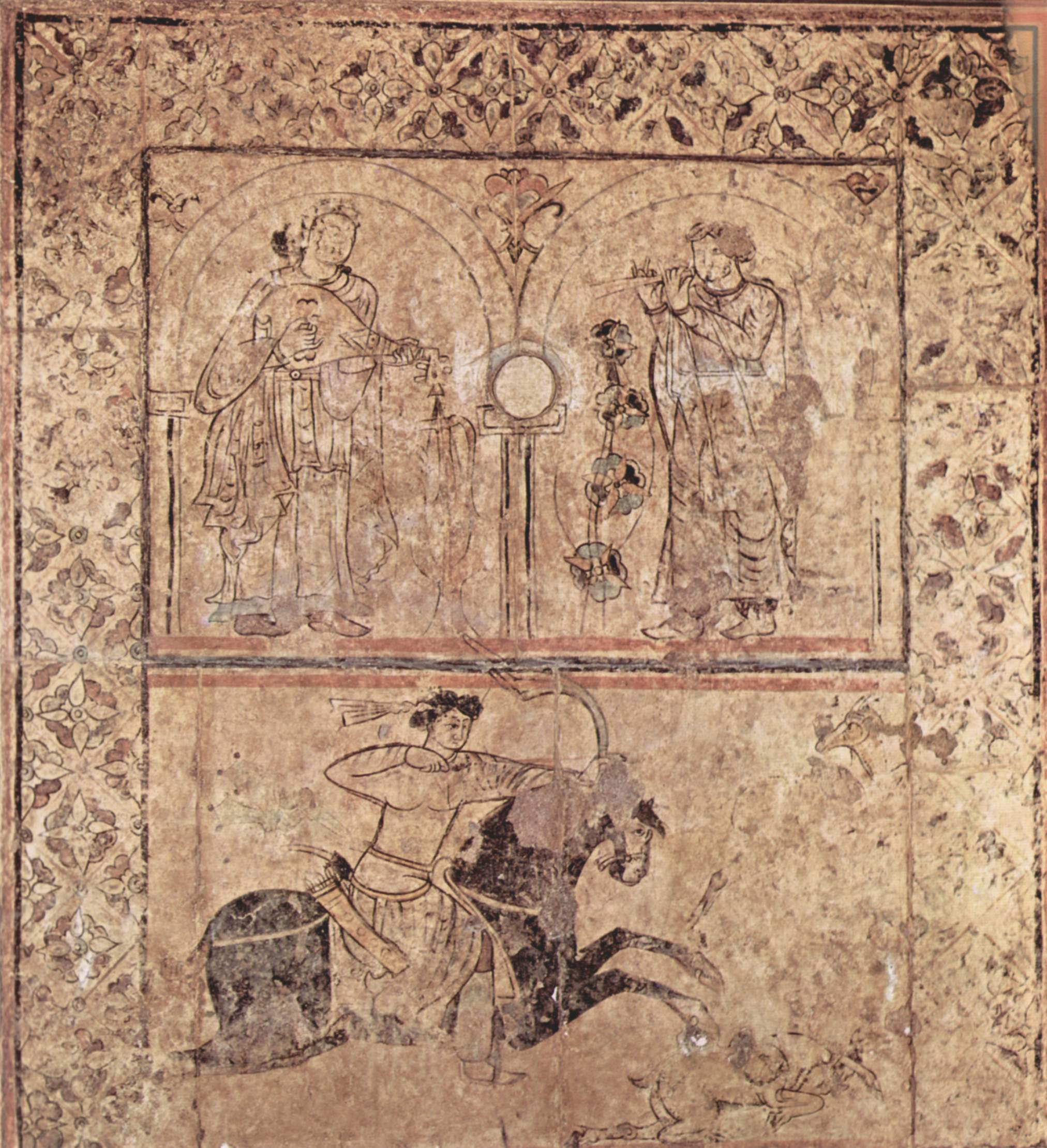
Un affresco omayyade dell'VIII secolo (Qasr al-Hayr al-Gharbi, Siria.

Sia le composizioni che le improvvisazioni nella musica tradizionale araba si basano sul sistema maqām. I maqām possono essere realizzati con musica vocale o strumentale e non prevedono una componente ritmica.
Al-Kindi (801–873 d.C.) fu un noto teorico dei primi anni della musica araba. Si unì a molti altri come al-Farabi nel proporre l'aggiunta di una quinta corda improvvisata all'oud. Ha pubblicato numerosi trattatelli sulla teoria musicale, comprese le connotazioni cosmologiche della musica. Ha identificato dodici toni sulla scala musicale araba, in base alla posizione delle dita e alle corde dell'oud.
Abu l-Faraj (897–967) scrisse il Kitab al-Aghani, una raccolta enciclopedica di poesie e canzoni su oltre 20 volumi nelle edizioni moderne.
Al-Farabi (872-950) ha scritto un libro notevole sulla musica intitolato Kitab al-Musiqi al-Kabir (Il grande libro della musica). Il suo sistema di tono arabo puro è ancora usato nella musica araba.
Al-Ghazali (1059-1111) ha scritto un trattato sulla musica in Persia sul quale si dichiara: "Estasi significa lo stato che viene dall'ascolto della musica".
Nel 1252 Safi al-Din sviluppò una forma unica di notazione musicale, in cui i ritmi erano rappresentati da una rappresentazione geometrica. Una simile rappresentazione geometrica non sarebbe apparsa nel mondo occidentale fino al 1987, quando Kjell Gustafson pubblicò un metodo per rappresentare un ritmo come un grafico bidimensionale.

#### al-Andalus
Dall'XI secolo l'la Penisola iberica islamica era diventata un centro per la fabbricazione di strumenti musicali. Queste merci si diffusero gradualmente in tutta la Francia, influenzando i trovatori francesi e raggiungendo infine il resto dell'Europa. Le parole inglesi liuto, rebec e naker derivano dall'arabo oud, rabab e naqare.

### Dal XVI al XIX secolo
Bartol Gyurgieuvits (1506-1566) trascorse 13 anni come schiavo nell'Impero ottomano. Dopo essere fuggito, nel 1544 pubblicò De Turvarum ritu et caermoniis ad Amsterdam. È uno dei primi libri europei che descrive la musica nella società islamica. Le origini della danza del ventre sono molto oscure, in quanto rappresentazioni e descrizioni sono rare. Potrebbe aver avuto origine nell'Arabia pre-islamica. Esempi sono stati trovati dal 200 a.C., che suggeriscono una possibile origine pre-islamica.

### XX secolo-presente (Egitto e Levante)

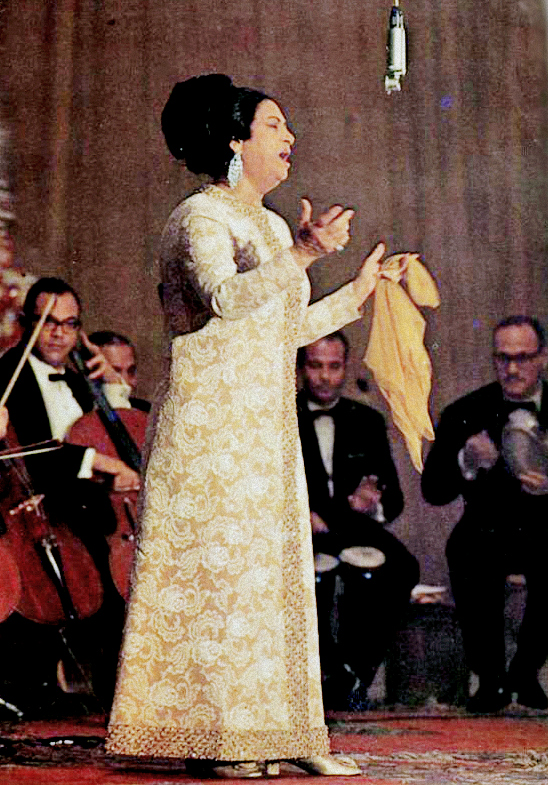
Umm Kulthum

All'inizio del XX secolo l'Egitto fu il primo di una serie di paesi arabi a sperimentare un'improvvisa comparsa del nazionalismo, poiché divenne indipendente dopo 2000 anni di dominio straniero. Qualsiasi canzone inglese, francese o turca fu sostituita dalla musica nazionale egiziana. Il Cairo diventò un centro per l'innovazione musicale.
Le cantanti furono tra le prime ad adottare un approccio secolare. La cantante egiziana Umm Kulthum e la cantante libanese Fairuz ne sono stati notevoli esempi. Entrambe sono state popolari nei decenni seguenti ed entrambe sono considerate leggende della musica araba. In tutto il Mediterraneo la cantante marocchina Zohra Al Fassiya è stata la prima artista femminile a raggiungere una grande popolarità nella regione del Maghreb, esibendosi in canzoni arabe andaluse tradizionali e in seguito registrando numerosi suoi album.
Durante gli anni '50 e '60, la musica araba iniziò ad assumere un tono più occidentale: gli artisti egiziani Umm Kulthum e Abd el-Halim Hafez insieme ai compositori Mohammed Abdel Wahab e Baligh Hamdi furono i pionieri dell'uso degli strumenti occidentali nella musica egiziana. Negli anni '70 diversi altri cantanti avevano seguito l'esempio ed era nato un filone di pop arabo. Il pop arabo di solito consiste in canzoni in stile occidentale con strumenti e testi arabi. Le melodie sono spesso un mix tra orientale e occidentale. A partire dalla metà degli anni '80 Lydia Canaan, pioniera della musica, è stata ampiamente considerata la prima rockstar del Medio Oriente a fondere testi inglesi e suoni occidentali con toni di un quarto e microtoni mediorientali e divenne la prima artista libanese di successo a livello internazionale.
La musica pop occidentale è stata influenzata anche dalla musica araba nei primi anni '60, portando allo sviluppo della surf music, un genere di musica rock che in seguito ha dato origine al garage rock e al punk rock. Il pioniere del surf rock Dick Dale, chitarrista libanese americano, è stato fortemente influenzato dalla musica araba che aveva imparato da suo zio, in particolare i tamburi oud e derbakki (doumbek), abilità che ha poi applicato alla sua chitarra elettrica registrando surf rock nei primi anni '60.
Negli anni '90, diversi artisti hanno adottato uno stile simile, tra questi Amr Diab, Najwa Karam, Elissa, Nawal El Zoghbi, Nancy Ajram, Haifa Wehbe, Angham, Fadl Shaker, Majida Al Roumi, Wael Kfoury, Asalah Nasri, Myriam Fares, Carole Samaha, Yara, Samira Said, Hisham Abbas, Kadhem Al Saher, Mostafa Amar, Ehab Tawfik, Mohamed Fouad, Diana Haddad, Mohamed Mounir, Latifa, Cheb Khaled, George Wassouf, Hakim, Fares Karam, Julia Boutros ed Amal Hijazi.

## Influenza della musica araba

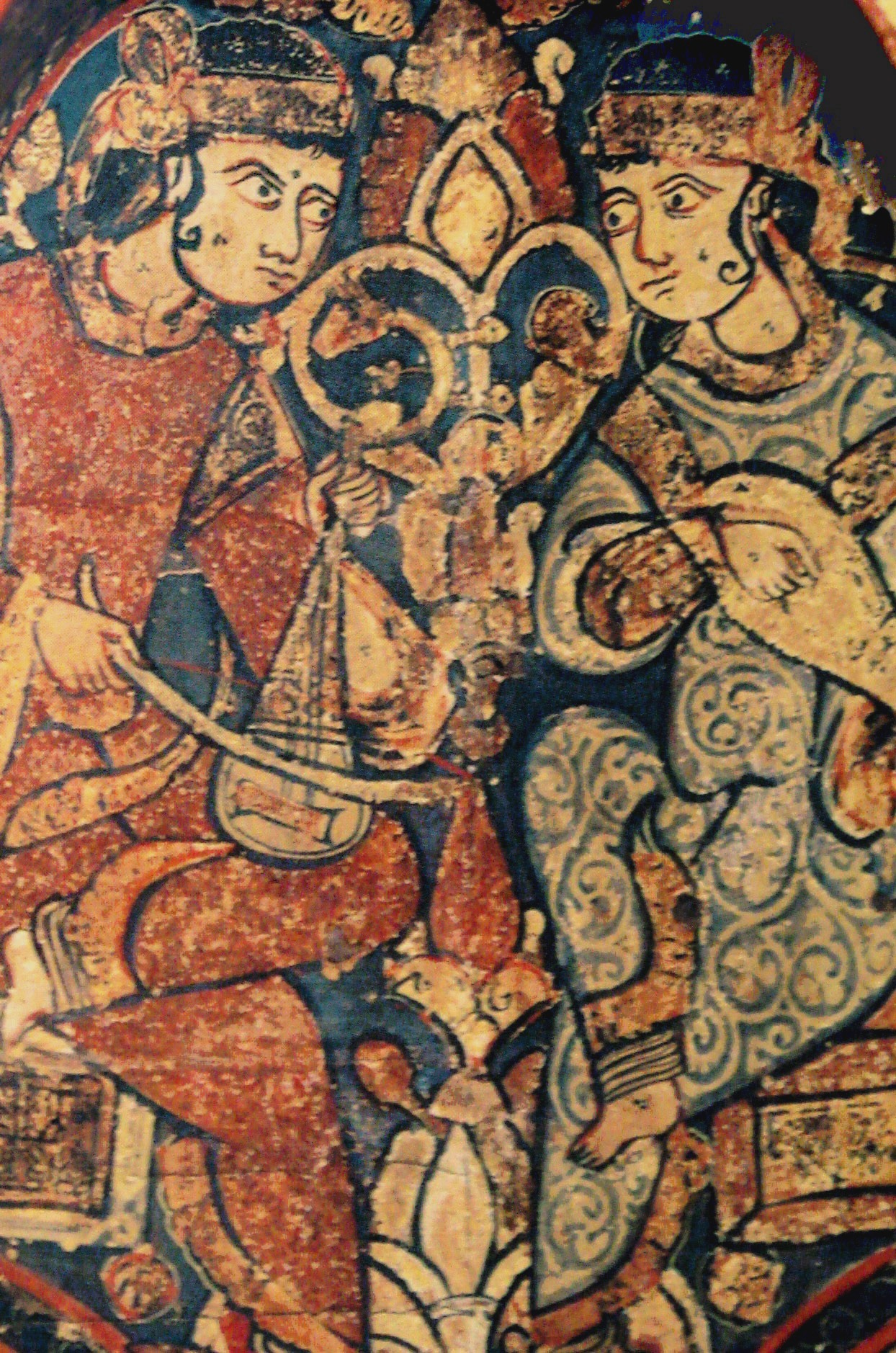
Pittura araba del XII secolo di musicisti a Palermo, in Sicilia.

Si ritiene che i nomi di una serie di strumenti musicali utilizzati nella musica classica derivino da termini arabi, sebbene molti degli strumenti stessi fossero già utilizzati in Europa. Le parole con origini arabe comprendono: liuto, derivato dall'oud, ribeca (un antenato del violino) da rebab, chitarra da qitara, naker da naqareh, adufe da al-duff, alboka da al-buq, anafil da al-nafir, exabeba (un tipo di flauto) da al-shabbaba, atabal (un tipo di grancassa) da al-tabl, atambal da al-tinbal, il balaban, castanet da kasatan e sonajas de azófar da sunuj al-sufr. Alcune di queste parole venivano usate solo in Spagna e nel sud della Francia.
Un certo numero di strumenti medievali a camera interna conica furono probabilmente introdotti o resi popolari dai musicisti arabi, incluso lo xelami (dallo zulami).
Alcuni studiosi ritengono che i trovatori possano aver avuto origini arabe, con Magda Bogin che afferma che la tradizione poetica e musicale araba è stata una delle diverse influenze sulla "poesia dell'amore cortigiano" europeo. Évariste Lévi-Provençal e altri studiosi affermarono che tre righe di una poesia di Guglielmo IX d'Aquitania erano in qualche forma di arabo, indicando una potenziale origine andalusa per le sue opere. Gli studiosi hanno tentato di tradurre le righe in questione e hanno prodotto varie traduzioni diverse. Il medievalista Istvan Frank sostenne che le righe non erano affatto arabe, ma invece il risultato della riscrittura dell'originale da parte di uno scriba successivo.
La teoria secondo cui la tradizione trobadorica sia stata creata da Guglielmo dopo la sua esperienza nelle "artimoresche" mentre combatteva con la Reconquista in Spagna è stata sostenuta da Ramón Menéndez Pidal e Idries Shah. George T. Beech afferma che esiste una sola battaglia documentata che Guglielmo ha combattuto in Spagna e si è verificata verso la fine della sua vita. Beech aggiunge che Guglielmo e suo padre avevano individui spagnoli all'interno della loro famiglia allargata e che, sebbene non ci siano prove che lui stesso conoscesse l'arabo, potrebbe essere stato amico di alcuni europei che sapevano parlare la lingua. Altri affermano che l'idea che Guglielmo abbia creato il concetto dei trovatori sia di per sé errata e che le sue "canzoni non rappresentino l'inizio di una tradizione ma i vertici della realizzazione in quella tradizione".
La maggior parte degli studiosi ritiene che il sistema di notazione musicale solfeggio di Guido d'Arezzo abbia avuto le sue origini in un inno latino, ma altri suggeriscono che potrebbe aver avuto invece origini arabe. È stato sostenuto che le sillabe del solfeggio (do, re, mi, fa, sol, la, ti) potrebbero essere state derivate dalle sillabe di un sistema di solmisazione arabo Durr-i-Mufassal ("Perle separate") (dal, ra, mim, fa, sad, lam). Questo fu proposto per la prima volta da Meninski nel suo Thesaurus Linguarum Orientalum (1680). Tuttavia non ci sono prove documentali per questa teoria e non sono noti manoscritti musicali arabi che utilizzano sequenze dell'alfabeto arabo. Henry George Farmer ritiene che non vi siano prove certe sulle origini della notazione e quindi la teoria dell'origine araba e le teorie sull'origine degli inni sono ugualmente credibili.

## Generi

### Franco-Arabo
La musica franco-araba è una forma popolare di musica occidentale e orientale, simile per molti aspetti al pop arabo moderno. Questa miscela di musica occidentale e orientale è stata resa popolare da artisti come Dalida (Egitto), Sammy Clark (Libano) e Aldo dall'Australia. Sebbene la musica franco-araba includa molte forme di fusione interculturale tra Occidente e Vicino Oriente, musicalmente il genere attraversa molte linee come si vede nelle canzoni che incorporano l'arabo e l'italiano, l'arabo e il francese e, naturalmente, stili e versi arabi e inglesi.

### R&B arabo, reggae e hip hop
Negli ultimi due anni c'è stato anche un aumento della musica araba influenzata da R&B, reggae e hip hop. Queste canzoni di solito presentano un rapper in una canzone tradizionale pop araba (come la canzone di Ishtar 'Habibi Sawah'). La cantante marocchina Elam Jay ha sviluppato una versione contemporanea del genere gnawa che si fonde con l'R&B che ha chiamato Gnawitone Styla. Un'altra variante della gnawa contemporanea suonata in Marocco è stata introdotta dal gruppo Darga. Con sede a Casablanca, il gruppo fonde gnawa con il reggae. Artisti reggae impegnati politicamente come TootArd delle Alture del Golan siriane occupate e di Haifa (originariamente di Iqrit) hanno iniziato a guadagnare popolarità in Palestina nel 2011 dopo la première su YouTube di una canzone sulla primavera araba (principalmente la rivoluzione Tunisina), chiamata The Green Revolution, cantato da loro e da un gruppo di artisti palestinesi, tra i quali spicca Mahmoud Jrere del gruppo DAM. Notevole è Shadia Mansour, una rapper britannica palestinese nota come "La First Lady dell'hip hop arabo". Gran parte della sua musica si concentra sulla causa palestinese.
C'è anche il pop marocchino introdotto dal cantante marocchino Oussama Belhcen che si sta mescolando la musica americana e quella marocchina nelle sue canzoni.
Tuttavia alcuni artisti hanno iniziato a utilizzare ritmi e stili di R&B e reggae completi come Darine. Ciò ha incontrato reazioni critiche e commerciali contrastanti. Al momento non è un genere molto diffuso.
Un'altra forma popolare del West che incontra l'Est, anche il jazz arabo è popolare, con molte canzoni che usano strumenti jazz. Le prime influenze jazz iniziarono con l'uso del sassofono da musicisti come Samir Suroor, in stile "orientale". L'uso del sassofono in quel modo può essere trovato nelle canzoni di Abdel Halim Hafez, così come oggi in Kadim Al Sahir e Rida Al Abdallah. I primi elementi jazz tradizionali furono incorporati nella musica araba dai fratelli Rahbani. Le opere successive di Fairouz furono quasi esclusivamente composte da canzoni jazz, composte da suo figlio Ziad Rahbani. Ziad Rahbani è stato anche il pioniere del movimento jazz orientale di oggi, al quale aderiscono cantanti come Rima Khcheich, Salma El Mosfi e (a volte) Latifa. Possiamo anche trovare molta musica jazz nelle canzoni di Mohamed Mounir a partire dal suo primo album Alemony Eneeki nel 1977 ed è considerato il re del jazz arabo e della musica araba in generale. Un altro notevole interprete di questo genere è la cantante palestinese Reem Kelani che fonde il jazz con la musica araba, sia nelle sue composizioni che nei suoi arrangiamenti di canzoni tradizionali.
Il jazz arabo ha incontrato molti nuovi tipi di composizione dalla fine del XX secolo:
- Forme modali con Anouar Brahem e Rabih Abou Khalil
- Esperienze sonore elettriche miste con Dhafer Youssef
- Nuovi stili pop jazz con Titi Robin e Toufic Farroukh
- Altre esperienze giovanili acustiche con Hamdi Makhlouf, Amine & Hamza M'raihi e Jasser Haj Youssef

### Rock arabo
La musica rock è popolare in tutto il mondo, il mondo arabo non fa eccezione. Nel corso degli anni ci sono state molte rock band arabe che hanno fuso suoni rock, metal e rock alternativo con strumenti tradizionali arabi.
Il rock arabo ha attirato molta attenzione ultimamente in Medio Oriente con gruppi come Cairokee, JadaL, Kayan, Autostrad, El Morabba3  ed Akher Zapheer della Giordania, The Wanton Bishops, Mashrou' Leila e Meen del Libano, Massar Egbari, Sahara, Wyvern e Cartoon Killerz dell'Egitto, Khalas e Chaos della Palestina e Acrassicauda dell'Iraq. La rock band tunisina Myrath sta guadagnando popolarità in tutto il mondo. Anche la band Hoba Hoba Spirit dal Marocco sta guadagnando popolarità, specialmente nella regione del Maghreb. Rachid Taha, musicista algerino, suona una fusione di rock e raï.
Di recente c'è stata una nuova ondata di band emergenti nella scena underground in tutto il mondo arabo. Tra queste ci sono Shaghaf, Khayal, Sada That, Code Masr, Hawas dall'Egitto e Ayloul dal Libano.

## Regioni musicali
Il mondo della musica araba moderna è stato a lungo dominato dalle tendenze musicali emerse dal Cairo, in Egitto. La città è generalmente considerata un centro culturale nel mondo arabo. Le innovazioni nella musica popolare attraverso l'influenza di altri stili regionali sono abbondate anche dal Marocco fino all'Arabia Saudita. Negli ultimi anni Beirut è diventata una città importante dove i cantanti possono cantare fluentemente in vari dialetti arabi. Altri stili regionali che hanno goduto dello status di musica popolare in tutto il mondo arabo sono:

### Nordafrica
- Al Jeel (Egitto)
- Shaabi (Egitto)
- Mawwal (Egitto)
- Semsemya (Egitto)
- Muwashshah (Marocco e Egitto)
- Musica arabo-andalusa  (Maghreb)
  - Al-Âla (Marocco)
  - Gharnati (Marocco e Algeria)
  - Malouf (Tunisia e Libia)
- Chaabi (Marocco e Algeria)
- Chgouri (Marocco)

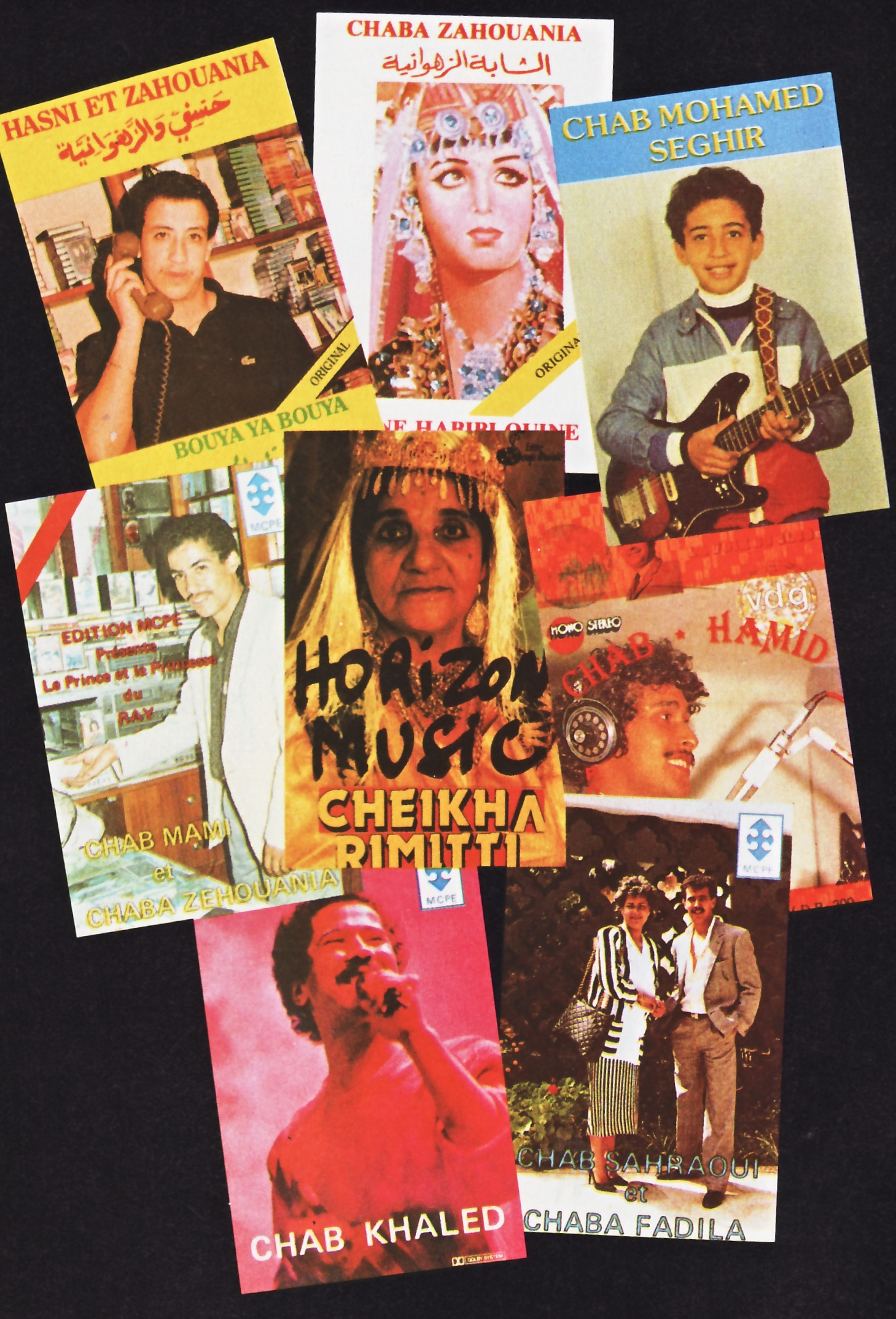
Una raccolta di album Raï degli anni ottanta

- Aïta (Marocco) : abdia, marsaouia, jblia (taktouka)
- Gnawa (Marocco e Algeria)
- Malhun (Marocco)
- Raï (Algeria e Marocco)
- Amdah (Marocco)
- Mawwal (Marocco)
- Haqibah (Sudan)
- Mezwed (Tunisia)

### Penisola arabica

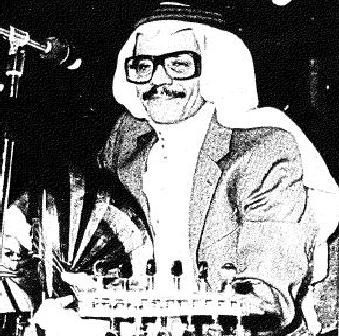
Talal Maddah, un noto musicista saudita.

- Adani
- Ardham
- Fann at-Tanbura
- Fijiri
- Khalījī
- Liwa
- Mizmar
- M'alayah
- Samri
- Sawt
- Yowla

## Musica sacra e artistica

### Musica sacra
La musica religiosa araba comprende musica ebraica (Pizmonim e Baqashot), cristiana e islamica. Tuttavia la musica islamica, incluso il Tajwid o la recitazione delle letture del Corano, è strutturalmente equivalente alla musica secolare araba, mentre la musica arabo-cristiana è stata influenzata dalla musica della chiesa siro-ortodossa, cattolica, greco-ortodossa, anglicana, copta e maronita.

### Musica artistica
I generi musicali di arte secolare includono maqam al-ʿiraqi, andalusi nubah, muwashshah, canzoni Fjiri, qasida, layali, mawwal, taqsim, bashraf, sama'i, tahmila, dulab, sawt e liwa'.

## Caratteristiche della musica araba

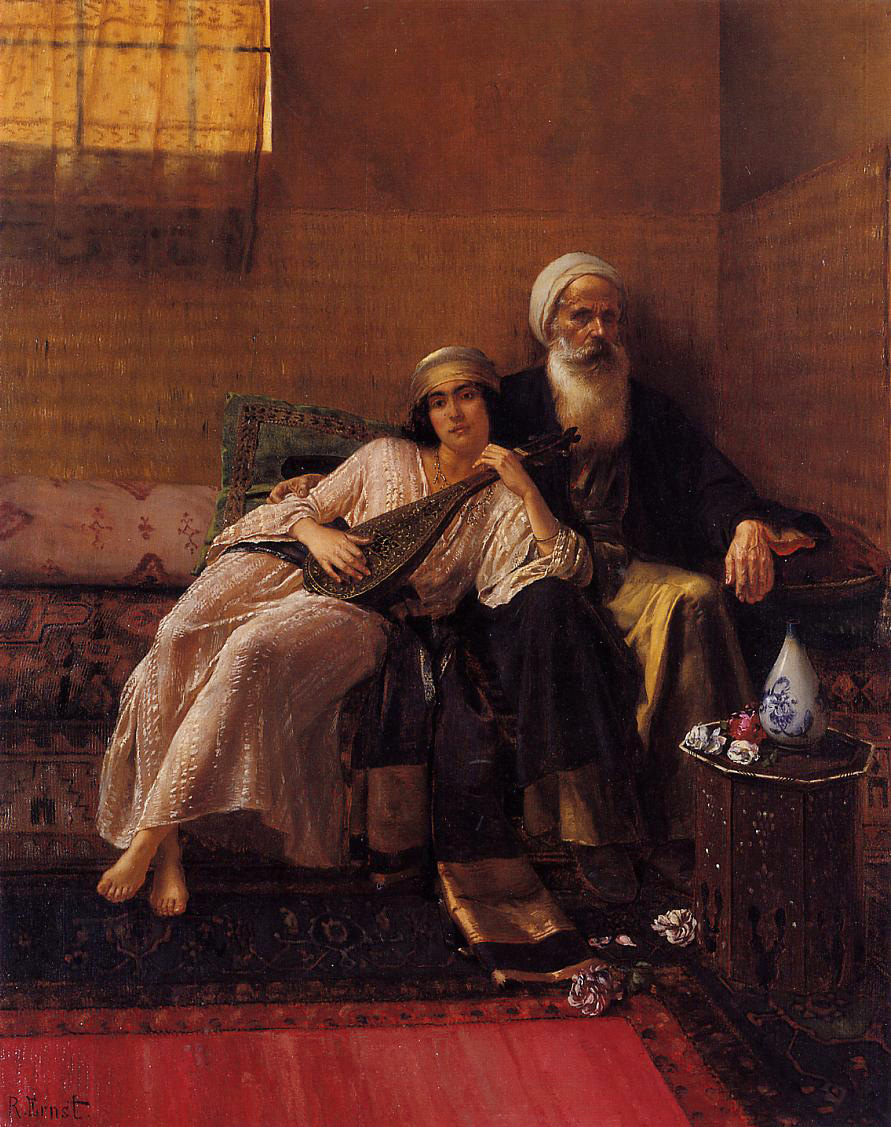
The Musician di Rudolf Ernst.

Gran parte della musica araba è caratterizzata da un accento sulla melodia e sul ritmo, al contrario dell'armonia. Ci sono alcuni generi di musica araba che sono polifonici, ma in genere la musica araba è omofonica.
Habib Hassan Touma afferma che ci sono cinque componenti che caratterizzano la musica araba:
1. Il sistema tonale arabo; cioè un sistema di accordatura musicale che si basa su specifiche strutture ad intervallo ed è stato inventato da al-Farabi nel X secolo[4]
2. Strutture ritmico-temporali che producono una ricca varietà di schemi ritmici, noti come awzan o "peso", che sono usati per accompagnare i generi vocali e strumentali misurati, per accentuare o dare loro forma.
3. Un certo numero di strumenti musicali che si trovano in tutto il mondo arabo che rappresentano un sistema di toni standardizzato, sono suonati con tecniche di esecuzione generalmente standardizzate e mostrano dettagli simili nella costruzione e nel design.
4. Contesti sociali specifici che producono sottocategorie di musica araba o generi musicali che possono essere ampiamente classificati come urbani (musica degli abitanti della città), rurali (musica degli abitanti della campagna) o beduini (musica degli abitanti del deserto)..."
5. Una mentalità musicale araba, "responsabile dell'omogeneità estetica delle strutture tonali-spaziali e ritmico-temporali in tutto il mondo arabo, sia composte che improvvisate, strumentali o vocali, secolari o sacre". Touma descrive questa mentalità musicale come composta da molte cose.

### Sistema Maqam

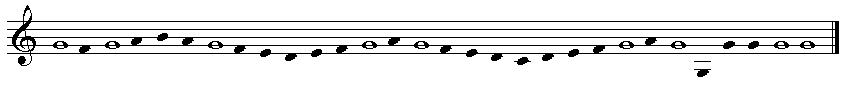
Un esempio di livello di tono Maqam

La base della musica araba è il maqām (pl. maqāmāt), che assomiglia alla musica modale, ma non è esattamente la stessa. La nota tonica, la nota dominante e la nota finale (a meno che non si verifichi la modulazione) sono generalmente determinate dal maqām usato. La teoria araba del maqām attribuisce nella letteratura attraverso i secoli tra i 90 e i 110 nomi di maqam, che sono raggruppati in categorie più grandi conosciute come fasila. Le fasila sono raggruppamenti di maqām i cui primi quattro toni primari sono condivisi.

#### Ajnas
Il maqām è costituito da almeno due ajnas o segmenti di scala. Ajnas è la forma plurale di jin, che in arabo deriva dalla parola latina genus, che significa "tipo". In pratica, un jin è o un tricordo (tre note), o un tetracordo (quattro note) o un pentacordo (cinque note). Un maqam di solito copre solo un'ottava (di solito due ajnas), ma può coprirne di più. Come la scala minore melodica, alcuni maqamat usano ajnas diversi quando scendono e salgono. A causa della continua innovazione e dell'emergere di nuovi ajnas, e poiché la maggior parte degli studiosi di musica non ha raggiunto un consenso sull'argomento, una cifra concreta per il numero totale di ajnas in uso è incerta. In pratica, tuttavia, la maggior parte dei musicisti concorderebbe sul fatto che ci siano almeno otto principali ajnas: rast, bayat, sikah, hijaz, saba, kurd, nahawand e ajam e varianti comunemente usate come nakriz, athar kurd, sikah beladi, saba zamzama. Ad esempio, Mukhalif è una famiglia di jin rari (nella Sikah) usata quasi esclusivamente in Iraq e non è usata in combinazione con altri ajnas.

### Microtoni nella musica araba
A differenza della tradizione della musica occidentale, la musica araba contiene microtoni, che sono note che si trovano tra le note nella scala cromatica occidentale. Mentre le note nella scala cromatica sono separate da semitoni, le note nella musica araba possono essere separate da quarti di tono. In alcuni trattamenti della teoria, dovrebbero esistere la scala dei quarti di tono o tutti i ventiquattro toni, ma secondo Yūsuf Shawqī (1969), nella pratica vengono utilizzati meno toni.
Inoltre nel 1932 al Congresso del Cairo di musica araba tenutosi al Cairo, in Egitto, e frequentato da luminari occidentali come Béla Bartók ed Henry George Farmer, furono condotti esperimenti che determinarono in modo conclusivo che le note in uso effettivo si diversificano sostanzialmente da una scala di 24 toni temperata. Inoltre, l'intonazione di molte di queste note differisce leggermente da regione a regione (Egitto, Turchia, Siria, Iraq).

#### Scale regionali
Come risultato di questi risultati, fu emessa la seguente raccomandazione: "La scala temperata e la scala naturale dovrebbero essere respinte. In Egitto deve essere mantenuta la scala egiziana con i valori che sono stati misurati con tutta la precisione possibile. Le scale turche, siriane e irachene dovrebbero rimanere quelle che sono..." Sia nella pratica moderna, sia nella musica registrata nel corso del secolo scorso, vengono usati diversi Mi accordati in modo diverso tra il Mi bemolle ed il Mi naturale della scala cromatica occidentale, che variano in base ai tipi di maqām e ajnas utilizzati e alla regione in cui vengono utilizzati.

#### Trattamento pratico
Musicisti e insegnanti si riferiscono a queste note intermedie come quarti di tono, usando "mezzo-bemolle" o "mezzo diesis" come una designazione per i bemolle e i diesis intermedi, per facilitare la nomenclatura. L'esecuzione e l'insegnamento dei valori esatti di intonazione in ogni jin o maqām è di solito fatto a orecchio. Va anche aggiunto, in riferimento al commento di Habib Hassan Touma sopra, che questi quarti di tono non sono usati ovunque nel maqāmāt: in pratica la musica araba non modula in 12 diverse aree toniche come Il clavicembalo ben temperato. I quarti di tono più comunemente usati sono Mi (tra Mi e Mi bemolle), La, Si, Re, Fa (tra Fa e Fa diesis) e Do.

### Tradizioni vocali
La musica classica araba è nota per i suoi famosi virtuosi del canto, che cantano melodie melismatiche lunghe, riccamente adornate, note per aver portato all'estasi il pubblico. Le sue tradizioni provengono dai tempi pre-islamici, quando le schiave del canto femminile intrattenevano i ricchi, ispiravano i guerrieri sul campo di battaglia con la loro poesia rajaz e si esibivano nei matrimoni.

### Strumenti e gruppi

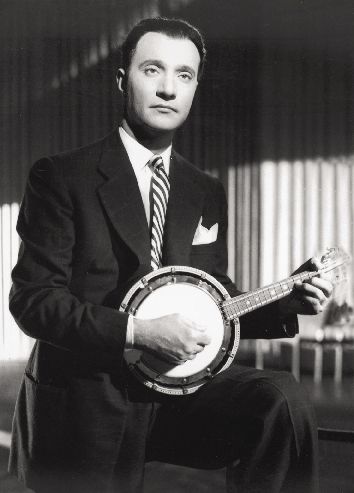
Mohamed Abdel Wahab mentre suona un banjo mandolino in Ghazal al-Banat.

Il prototipo di ensemble musicale arabo in Egitto e in Siria è noto come takht e include (o ha incluso in diversi periodi) strumenti come 'oud, qānūn, rebab, ney, violino (introdotto negli anni '40 o '50), riq e darabuka. In Iraq il gruppo tradizionale, noto come chalghi, comprende solo due strumenti melodici: lo jowza (simile al rabab ma con quattro corde) e il santur, accompagnati dal riqq e dal darabouka. Il mondo arabo ha incorporato strumenti provenienti dall'occidente, tra cui la chitarra elettrica, il violoncello, il contrabbasso e l'oboe e ha incorporato influenza dal jazz e altri stili musicali stranieri.
I cantanti sono rimasti i protagonisti, tuttavia, soprattutto dopo lo sviluppo dell'industria discografica e cinematografica negli anni '20 al Cairo. Queste celebrità del canto sono (o erano) le più grandi star della musica classica araba, comprendono Farid Al Attrache, Asmahan, Abdel Halim Hafez, Sayed Darwish, Mohamed Abdel Wahab, Warda Al-Jazairia, Wadih El Safi, Fairuz, Sabah e Umm Kulthum